# 天野眞也
天野 眞也（あまの しんや、1969年6月 - ）東京都生まれ

## 経歴
- 1987年3月、法政大学卒業。就職活動は、昔から好きだった自動車業界を希望していたが、大手自動車メーカーとセンサーメーカーのキーエンスで就職先を迷う。「将来性を優先した方が夢がある」との父の言葉を決め手にキーエンスへの入社を決意。
- 1992年、 株式会社キーエンスに初代新卒として入社
- 2010年10月、キーエンスを退社し、FAナビを創業。FA/PA/R&Dの領域における営業・販売支援サービスを立ち上げ、東証一部上場企業などメーカー数十社のコンサルティング を担う。
- 2016年7月、株式会社アペルザ 取締役 就任
- 2016年8月、株式会社FAプロダクツの代表取締役会長 就任
- 2017年2月、ロボコム株式会社を創業 代表取締役 就任
- 2018年8月、日本サポートシステム株式会社 代表取締役 就任
- 2019年8月、日本初のファクトリービルダーのコンソーシアム『Team Cross FA（チームクロスエフエー）』を設立。世界トップクラスである日本のFA（ファクトリーオートメーション）技術の世界向け販売を目指す。
- 2020年10月、ふくしまロボットシティ推進協議会 副会長 就任

## 人物・エピソード
- 好きなモノは車（愛車：Jeep・WRANGLER）、バイク（愛車：ハーレーダビッドソン・ロードスター）
- 趣味はゴルフ、サウナ、ダイビング
- 経営者として大切にしていることは「物事の本質を考えること」
- 意識している言葉は「簡単です」

## 著書
- 「製造業DX 入門編」（2020年10月14日）、不確実性が高く、先が見通せない経済環境において、製造業はどうすれば勝ち残れるのか。そのための第一歩が明らかとなる製造業DXシリーズの入門編。
- 「製造業DX 実践編」（2021年1月2日）
- 「製造業DX カスタマーサクセス編」（2021年3月7日）

## YouTube配信
- AMANO SCOPE 天野眞也
- あまのっちチャンネル